# Jemmal
Jemmal (arabisch جمال, DMG Ǧammāl), auch Jemmel, ist eine Stadt im Gouvernement Monastir. Die Stadt ist bekannt für ihre historische Große Moschee und liegt inmitten einer Region mit vielen Olivenhainen. Die Stadt hat 50.275 Einwohner (2014) und ist damit die drittgrößte Gemeinde im Gouvernement Monastir. Die Stadt liegt in der tunesischen Sahel, etwa 20 km südlich von Monastir und Sousse und etwa 30 km nordwestlich von Mahdia.

## Wirtschaft
Jemmal liegt im Zentrum einer Region mit vielen Olivenhainen und feiert den Olivenbaum mit einem Fest, das während der Erntezeit im November oder Dezember eines jeden Jahres stattfindet. Es ist auch ein wichtiges Industriezentrum, vor allem für die Textilindustrie. Im Jahr 2005 wurde auf einer Fläche von 7,5 Hektar entlang der Straße, die Jemmal mit der Stadt Moknine verbindet, eine Industriezone eingerichtet.

## Persönlichkeiten
- Slaheddine Belaïd (* 1939), Politiker
- Taieb Baccouche (* 1944), Politiker